# Gutskirche Groß Bartensleben

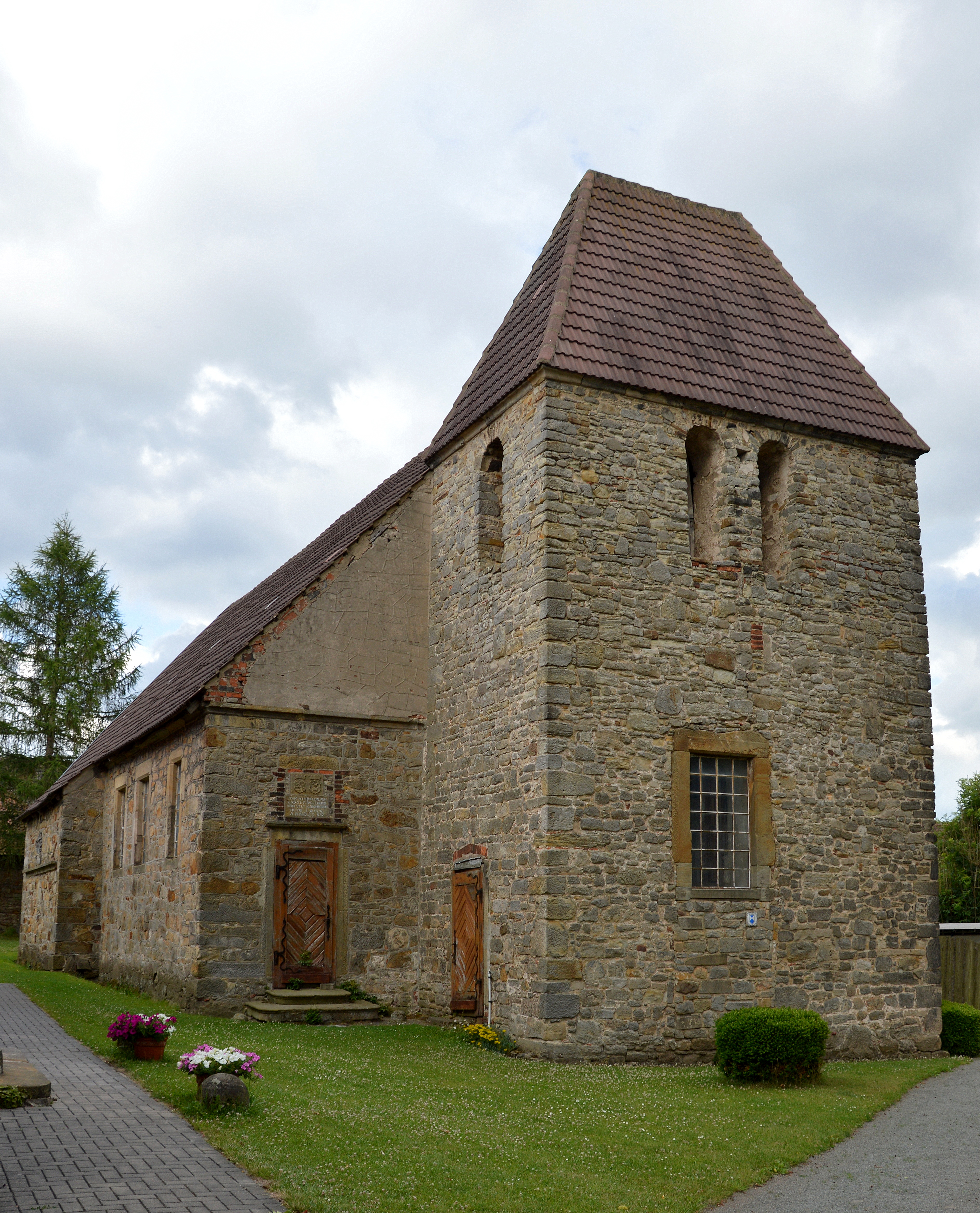
Gutskirche Groß Bartensleben

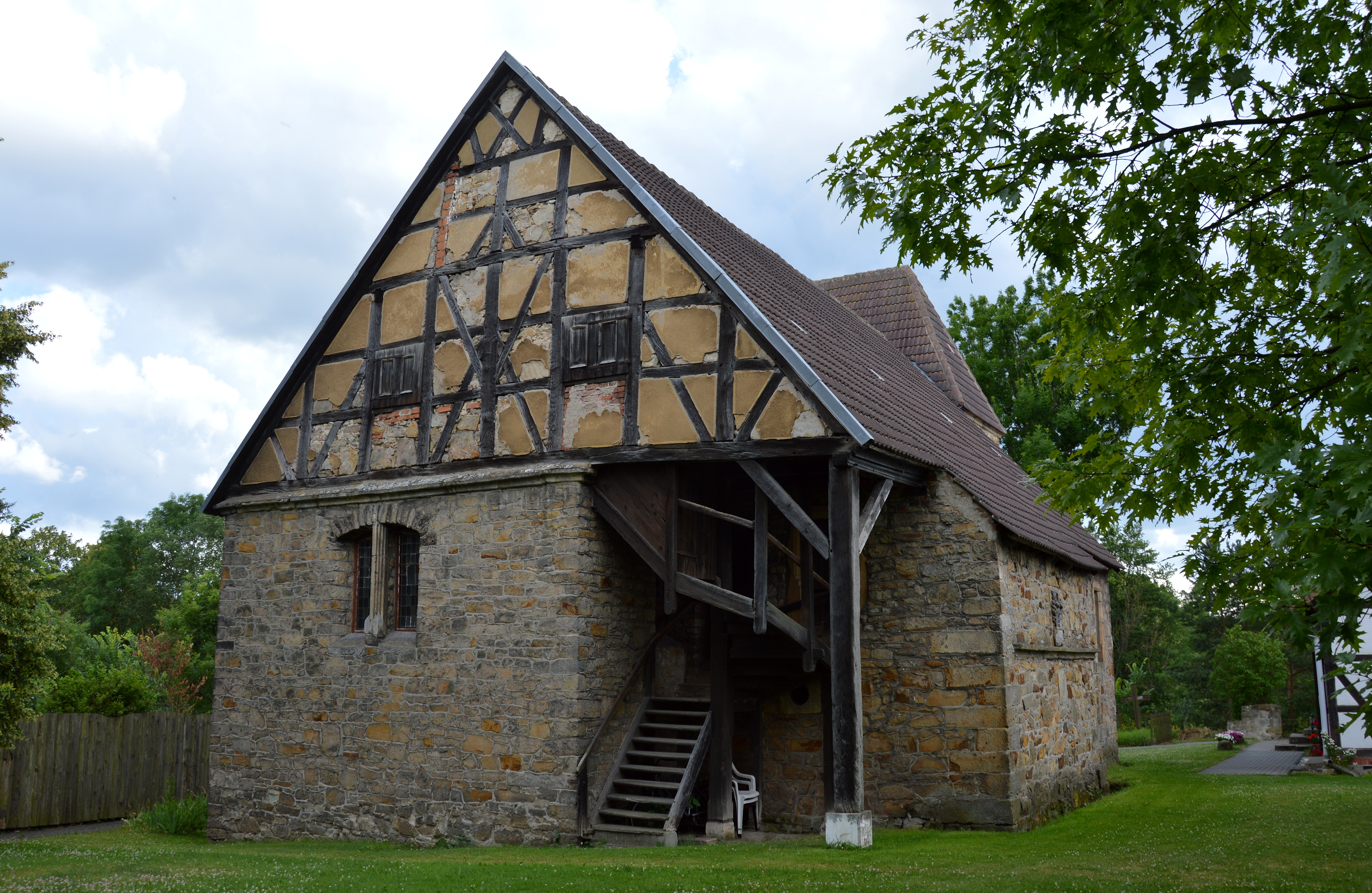
Ostseite mit Fachwerkgiebel

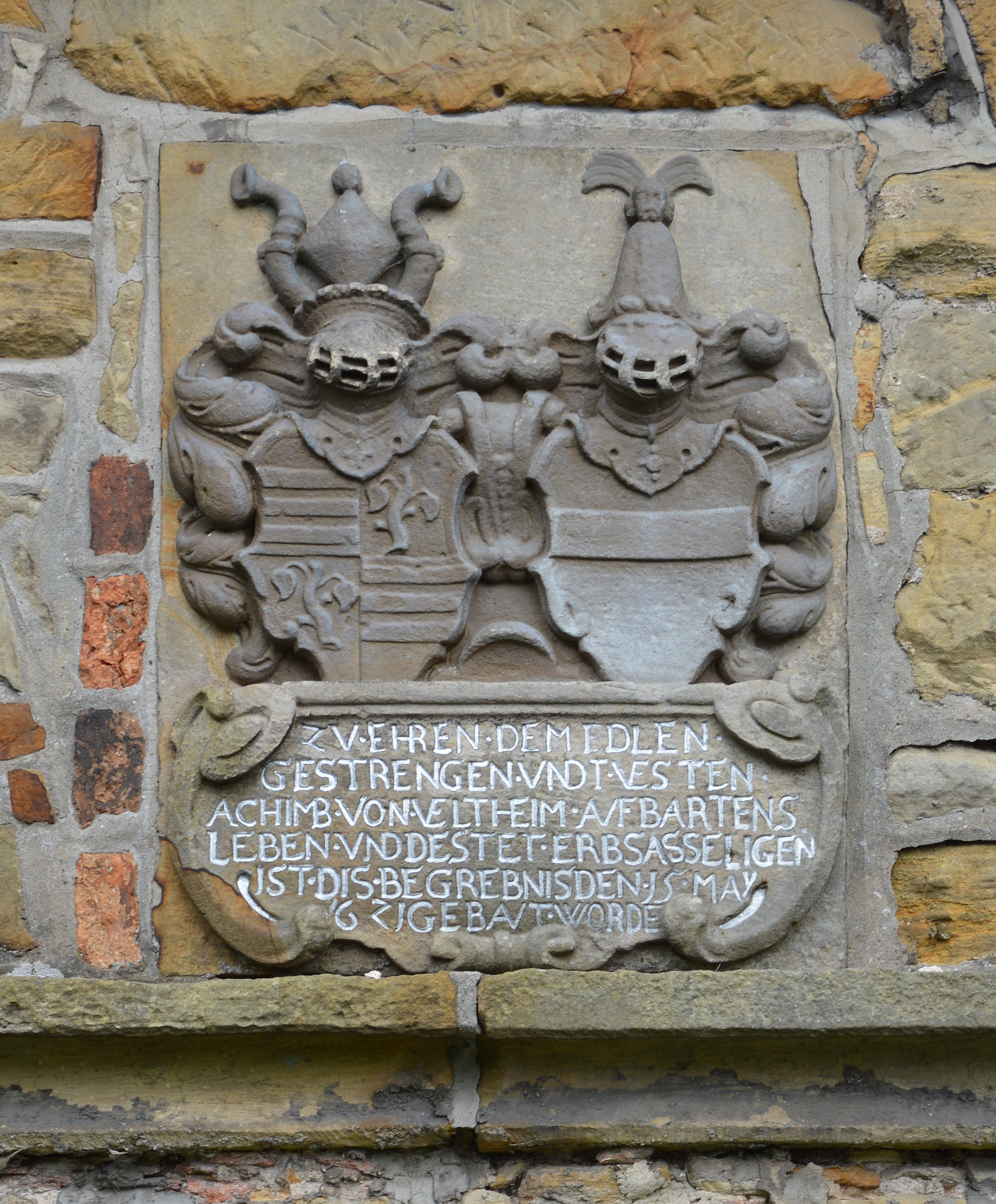
Wappen auf der Nordseite

Die Gutskirche Groß Bartensleben ist die evangelische Kirche im zur Gemeinde Erxleben gehörenden Dorf Groß Bartensleben in Sachsen-Anhalt.
Sie gehört zum Kirchenkreis Haldensleben-Wolmirstedt der Evangelischen Kirche in Mitteldeutschland.

## Lage
Die Kirche befindet sich auf einer Anhöhe auf der Ostseite der Dorfstraße, westlich des Gutshofes und nördlich des Schloss Bartensleben. Unmittelbar nördlich der Kirche steht die Kantorei Groß Bartensleben, etwas weiter nördlich das Pfarrhaus Groß Bartensleben.

## Architektur und Geschichte
Die kleine Kirche ist in ihrem Kern romanisch. Der auf rechteckigem Grundriss angelegte und aus Bruchsteinen errichtete Saal stammt bereits aus der Zeit um 1200. Der westlich des Schiffs quer zu diesem errichtete Kirchturm entstand in der ersten Hälfte des 13. Jahrhunderts. In der Zeit um 1530 wurde das Schiff nach Osten erweitert und dort mit einem Giebel in Fachwerkbauweise abgeschlossen.
Im westlichen Teil des Kirchenschiffs befinden sich Reste dreier leicht zugespitzter Rundbogenfenster. Auf der Südseite besteht ein Rundbogenportal aus der Zeit um 1200. Es wird von dünnen Ecksäulen mit Faltkapitellen flankiert. Im Tympanon befindet sich ein flaches Medaillonrelief des Agnus Dei.
Die Reformation wurde im Jahr 1563 durch Hans von Veltheim eingeführt, der für die Kirche einen evangelischen Prediger berief. Hieran erinnert sein an der nördlichen Wand befindliches steinernes Grabmal, an den eine Hans von Veltheim darstellende Figur in einer Hand eine Urkunde hält, die als Symbol für die Einführung der Reformation steht.
Im Jahr 1621 wurde auf der Nordseite eine Gruft angebaut. Sie ist mit den Wappen der Familien von Veltheim und von Rauchhaupt verziert. Oberhalb der Gruft ist die Herrschaftsloge angeordnet, die 1680 nach Westen verlängert wurde. Sie ist datiert und am nördlichen Portal mit den Wappen von Joachim Ludolf von Veltheim und seiner Ehefrau Helene, geborene von Bibow versehen.
Bemerkenswert ist eine außen an der nordöstlichen Ecke der Kirche befindliche hölzerne Treppe. Die überdachte Treppenanlage führt zum Herrschaftsstand und zum Dachstuhl. Die auf der Südseite befindliche Vorhalle entstand vermutlich im 18. Jahrhundert.
Das Innere der Kirche wird von einem barocken gurtlosem Tonnengewölbe aus dem Jahr 1680 überspannt. Durch breite tiefe Stichkappe ähnelt es jedoch einem fünfjochigen Kreuzgratgewölbe. Auf der nördlichen Seite des Kirchenschiffs ist die Wand zur Herrschaftsloge mittels Segmentbögen durchbrochen. In der Halle um Untergeschoss des Turms befindet sich eine Empore, die nach Osten in das Kirchenschiff hineinragt. Der Anbau der Sakristei ist mit einer Arkadengliederung aus der Zeit um das Jahr 1600 versehen.
Die Ausstattung stammt überwiegend aus dem späten 16. und 17. Jahrhundert. In der Kirche befindet sich ein 1676 vermutlich von Georg Matthias Hermann geschaffener Altaraufsatz. Auf dem Altarblatt ist das Abendmahl dargestellt. Seitlich hiervon, jeweils gerahmt von gedrehten, von Weinlaub berankten Säulen, sind Allegorien auf die Tugend zu sehen. Oberhalb befinden sich die Stifterwappen der Familien von Veltheim und von Bibow, darüber ein die Auferstehung zeigendes Gemälde. Eine Kreuzigungsgruppe ist im gesprengten Giebel angeordnet, in der Predella ist die Geburt Jesu dargestellt.
Die Kanzel ist aus Sandstein gefertigt und entstand in der Zeit um 1590. Der Korb der Kanzel ruht auf einer achteckig gestalteten Balusterstütze. Auf den Brüstungsfeldern der Kanzel sind flache Relief eingebracht. Sie zeigen die Stifterwappen der Familien von Veltheim und von Schenck und Beschlagwerk sowie Arkaden.
Als ebenfalls altes Ausstattungsstück besteht ein Opferkasten vom Ende des 16. Jahrhunderts. Er ist mit flachen Schnitzereien von Masken und Ranken versehen. Der in der Kirche befindliche Orgelprospekt stammt vom Anfang des 19. Jahrhunderts und ist schlicht gestaltet.
In der Kirche sind drei prächtig mit figürlichem Schmuck versehene Grabsteine der Familie von Veltheim im Stil der Renaissance erhalten. So befindet sich an der südlichen Wand des Chors der Grabstein des 1573 verstorbenen Christoffer von Veltheim. Er zeigt in einer Rundbogennische einen vor einem Kruzifix knienden Knaben. Neben diesem Grabstein befindet sich der Grabstein für die Mutter Christoffers, Agnese von Veltheim, geborene von Trotha. Die 1572 Verstorbene ist in einer Tracht der damaligen Zeit umrahmt von einem Portalrahmen mit Ahnenprobe dargestellt. Der dritte, oben bereits erwähnte Grabstein befindet sich an der Nordseite. Er wurde für den 1595 verstorbenen Ehemann Agneses, Hans von Veltheim, gesetzt und zeigt ihn in einer Rüstung, umrahmt von Beschlagwerk mit einer Ahnenprobe.
Darüber hinaus besteht ein hängendes Epitaph für den 1620 verstorbenen Achim von Veltheim. Es wurde möglicherweise von Christoph Dehne oder Lulef Bartels geschaffen. Seitlich einer Rundbogennische befinden sich im Ohrmuschelstil gestaltete Ornamentwangen und die Tugendfiguren für Hoffnung und Glaube. Sowohl im Aufsatz als auch im unteren Behang sind Putten und Engelsgrotesken zu sehen. Es besteht auch eine ursprünglich vermutlich achtteilige Ahnenprobe, von der jedoch nur ein Wappen erhalten ist.
Die Kirchenglocke stammt aus dem Jahr 1565.
Im örtlichen Denkmalverzeichnis ist die Kirche unter der Erfassungsnummer 094 84155 als Baudenkmal verzeichnet.